# Yellow (canción de Coldplay)
«Yellow» —en español: «Amarillo», término que en inglés tiene además connotaciones de cobardía, la acepción utilizada en el tema— es una canción de la banda británica Coldplay, escrita por el grupo y coproducida con el británico Ken Nelson para su álbum debut, Parachutes (2000). Su letra hace referencia a un amor no correspondido del vocalista Chris Martin y posee una variada instrumentación.
Se lanzó en junio de 2000 como el segundo sencillo de Parachutes, tras «Shiver» y fue el principal en Estados Unidos. Alcanzó el cuarto puesto en la UK Singles Chart, convirtiéndose en la primera canción de la banda en llegar al top 5 en el Reino Unido. Ayudada por una amplia radiodifusión y por su uso en comerciales, la canción se volvió masivamente popular. Muchos artistas han realizado versiones diversas del tema y se la considera una de las canciones más populares de Coldplay.

## Contexto e inspiración

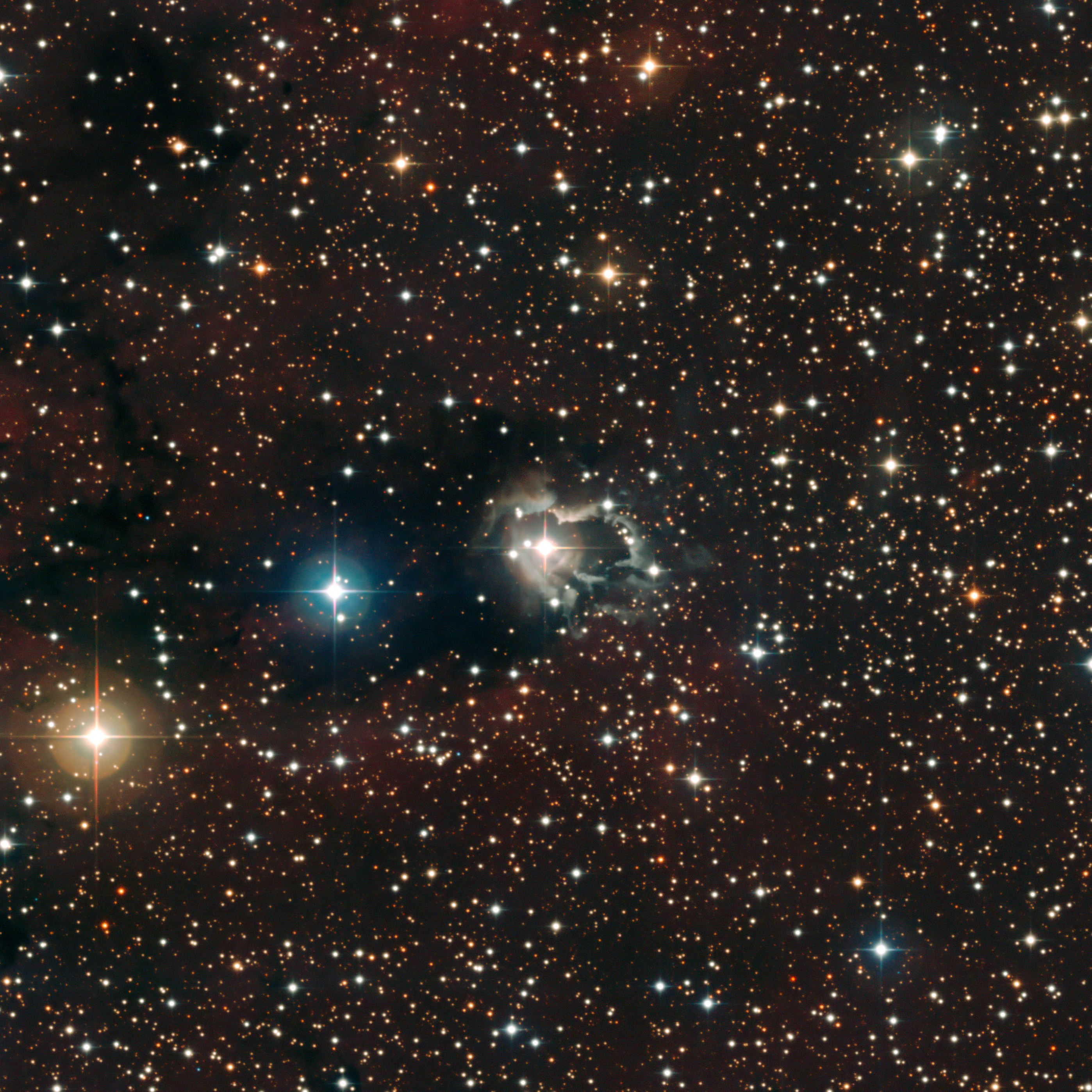
La banda se inspiró en las estrellas para componer el tema.

«Yellow» se compuso en un estudio perteneciente a Rockfield Studios en Gales conocido como Quadrangle, donde Coldplay comenzó a trabajar en su álbum debut, Parachutes. Una noche, tras finalizar la grabación de «Shiver», el sencillo principal del álbum, la banda tomó un descanso y salió del estudio. Afuera, había pocas luces encendidas y se veían las estrellas, que eran «simplemente increíbles» según el productor Ken Nelson. Le dijo a la banda que las miraran, cosa que hicieron. El vocalista Chris Martin se inspiró en esta imagen y la melodía principal de la canción, que consiste en un patrón de acordes, acudió a su mente. Al principio, no se lo tomó seriamente, mientras que, según el biógrafo Martin Roach, «canturreaba la melodía al resto de la banda en su peor imitación de Neil Young». El cantante afirmó luego: «La canción tenía la palabra 'estrella', eso debía cantarse con las voz de Neil Young». La melodía «comenzó siendo muy lenta», según el baterista Will Champion, quien también dijo que sonaba como una canción de Young. Poco tiempo después, Martin estableció el tempo de la canción. Cuando el guitarrista Jon Buckland comenzó a tocarla y a añadirle sus propias ideas, crearon el ostinato «y se volvió un poco pesado».
Mientras componía la letra, Martin no podía encontrar las palabras adecuadas. Pensaba en una palabra específica, ya que sentía la falta de un punto clave en la letra, para dar vida al concepto de la canción. Miró alrededor del estudio y se encontró con la guía teléfónica Páginas amarillas, situadas muy cerca suyo. Martin tituló la canción «Yellow» en referencia a dicha publicación. También comentó: «En un universo alternativo, la canción podría haberse llamado Playboy». La letra se desarrolló como fruto de una colaboración entre los miembros de la banda. El bajista Guy Berryman creó el primer verso, Look at the stars —en español: «Mira las estrellas»—. Esa misma noche, cuando terminaron de componerla, la grabaron en los Parr Street Studios.

## Grabación y producción

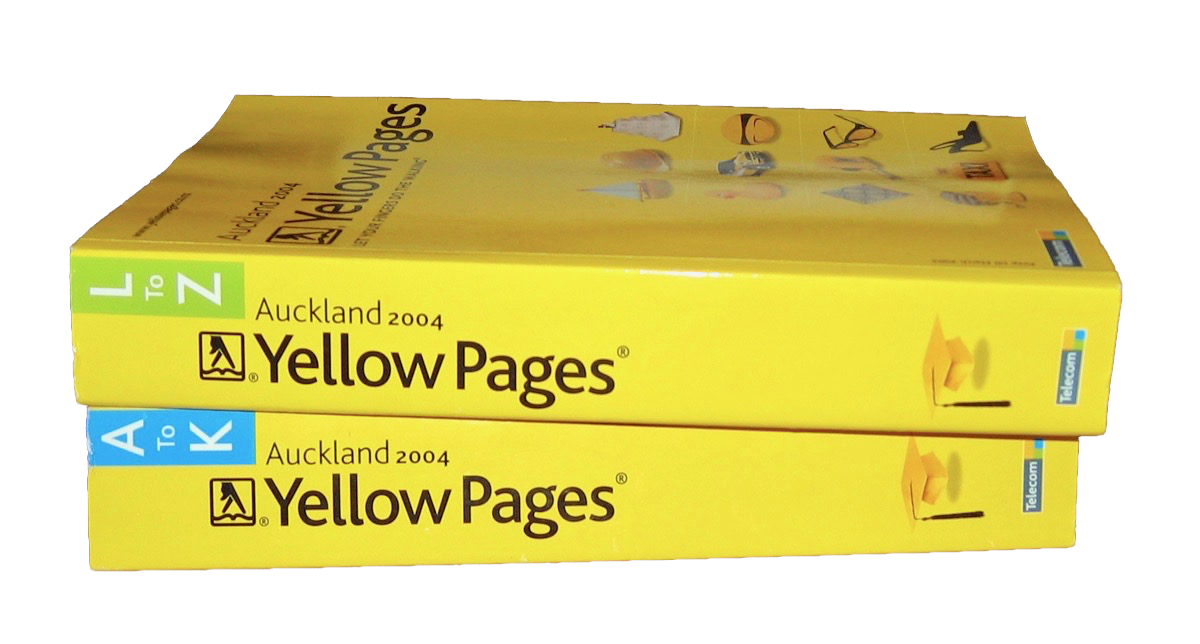
Yellow Pages, la guía telefónica inspiraron al vocalista de Coldplay, Chris Martin, en parte para escribir la letra de la canción, de ahí su título.

La banda y Nelson se ocuparon de la producción del tema. Nelson estaba con la música de Coldplay a través de su mánager, quien le dio una copia de un EP y un sencillo de la banda y mostró interés en trabajar con ellos tras verlos tocar en directo. Se grabó «Yellow» en Parr Street Studios, en Londres. Más tarde, se mezcló en Nueva York.
Nelson y el grupo se encontraron con varios problemas a la hora de producirla. Según Champion «[...] Fue realmente difícil grabarla, porque poseía cinco o seis tempos diferentes. Fue duro elegir cual usaríamos, porque a veces sonaba muy rápida y a veces, parecía que se arrastraba [...]». La banda trataba de encontrar el tempo justo, según el productor, «porque cada pulso no tenía el mismo groove con cada tempo [que probábamos]». Para mejorarla, grabaron partes en directo y Buckland sobregrabó su guitarra. La grabaron dos o tres veces hasta que se sintieron conformes con el resultado. Las armonías vocales se grabaron en la sala de control de Quadrangle.
Nelson empleó una cinta analógica de dos pulgadas en la mayor parte de las pistas del álbum. A medida que la grabación avanzaba, «Yellow» se volvió una de esas canciones «que no quedaban bien en [la cinta] analógica». La grabaron varias veces, pero no estaban satisfechos. Entonces, Nelson decidió utilizar Pro Tools y una vez que todas las canciones estaban en la computadora, «las pasamos [a la cinta analógica], una manera genial de hacerlo», según el productor.

## Descripción
La canción comienza con una parte de guitarra acústica acompañada por guitarra eléctrica, hasta que entra la guitarra principal. Luego reaparece la sección acústica. Su instrumentación es variada e incluye batería, platillos, hi hat y una línea de bajo eléctrico ascendente, además de guitarras eléctrica y acústica. También incluye un falsete de Martin y versos casi susurrados. Luego de la mezcla, comentó que su voz parecía «demasiado tenue, silenciosa». Según la partitura publicada en Musicnotes, la canción está en la tonalidad de si mayor, posee un compás de 4/4 y se interpreta en 88 pulsaciones por minuto. Su progresión de acordes básica consiste en do♯-si-sol-si-la-mi y el registro vocal de Martin abarca desde fa♯4 a sol♯5.
Martin explicó sobre la canción: «“Yellow” se refiere al carácter de la banda. Brillo, esperanza y devoción». Las referencias en algunos versos, incluyendo las de la natación y el poner punto final, «son sesgos metafóricos de su devoción emocional». La imagen del dibujo de una línea se refiere al hábito de Martin de escribir listas y subrayar lo más importante de ellas. El cantante comentó que la canción es sobre la devoción y se dirige hacia un amor no correspondido —era soltero en el momento de componerla—. Pese a esto, mucha gente la considera una canción alegre, con un enorme significado y una mezcla de sentimientos en cada verso.

## Lanzamiento y recepción

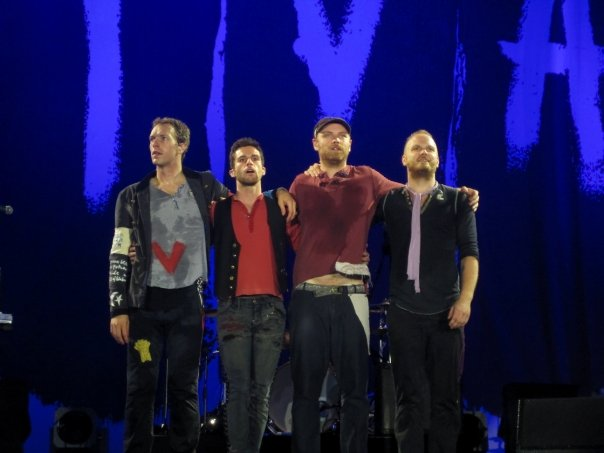
Coldplay tras un concierto en 2009.

«Yellow» y «Shiver» se lanzaron inicialmente como EP en la primavera de 2000. El primero se lanzó más tarde cono sencillo en el Reino Unido el 26 de julio de 2000 e incluye las canciones «Help Is Round the Corner» y «No More Keeping My Feet on the Ground» —esta última se extrajo del primer EP de la banda, Safety—. En Estados Unidos, sin embargo, se la lanzó como el sencillo principal del álbum. En octubre de ese año, la canción se envió a universidades de allí, lo mismo que a radios de música alternativa. La banda lanzó un CD de edición limitada de «Trouble», el tercer sencillo de Parachutes junto con una remezcla de «Yellow». Se hicieron mil copias, distribuidas entre amigos y periodistas.
El sencillo, acompañado por su recepción televisiva a través de su video promocional, recibió radiodifusión masiva, particularmente en la BBC Radio 1. La reacción fue principalmente positiva y hasta la revitalizada BBC Radio 2 la transmitió con frecuencia. Esto continuó durante meses después de su lanzamiento, convirtiéndose en la canción más radiodifundida de 2000. Además, se empleó como canción de karaoke en varios clubes nocturnos británicos, bares y eventos deportivos; la canción se transmite durante los partidos del club Watford como local. Un mes después del lanzamiento del álbum en Estados Unidos a través de la discográfica Nettwerk, «Yellow» se usó para los comerciales de otoño de la cadena ABC. También se utilizó en el «día del narciso», organizado por la asociación Cancer Council Australia, ya que dicha organización posee un narciso amarillo en su logotipo.
La canción fue bien recibida por los críticos. Matt Diehl, de la Rolling Stone comentó que «Yellow» es «romántica sin arrepentimiento» y añadió que «la banda crea un mundo en cámara lenta donde las reglas del espíritu son supremas». «Yellow» ganó el premio al mejor sencillo en los premios Carling Awards de NME. Recibió una nominación en la edición de 2002 de los premios Grammy a la Mejor Canción de Rock y otra en la categoría de Mejor Interpretación de Rock de un Dúo o Grupo con Vocalista. Billboard dijo que «cada vez que el ostinato de guitarra eléctrica comienza, uno es atrapado otra vez». En agosto de 2009 la canción se ubicó en el puesto 263 en la lista de Pitchfork Media Top 500 songs of the 2000s.

### Desempeño en las listas
«Yellow» tuvo éxito en las listas de Europa y alcanzó la popularidad. En el Reino Unido, sus ventas en la primera semana apuntaban a que alcanzaría el top 10 de las listas. Aunque la banda suponía que descendería hasta el top 20, lo habrían considerado un triunfo, ya que «Shiver» había alcanzado ínicialmente el puesto 35. Al incrementarse sus ventas en la segunda semana, alcanzó el cuarto puesto, convirtiéndose así en su primera canción en llegar al top 10. Su popularidad en clubes británicos, bares y eventos deportivos hizo que Parachutes debutara en el primer puesto de la UK Albums Chart.
«Yellow» se volvió también muy popular en Estados Unidos y fue su primer éxito allí. El sencillo ingresó a ocho listas diferentes de Billboard y además estuvo en los primeros puestos de varias emisoras de rock durante la primavera de 2000. Además, Parachutes recibió un disco de oro otorgado por la Recording Industry Association of America —RIAA— durante el tiempo que el sencillo estuvo en estas listas.  Tras un concierto en beneficio de Sound Relief en Australia en 2009, la canción reingresó en las listas australianas, luego de casi ocho años desde su primera aparición. En esta ocasión ingresó al puesto 48.

## Video promocional

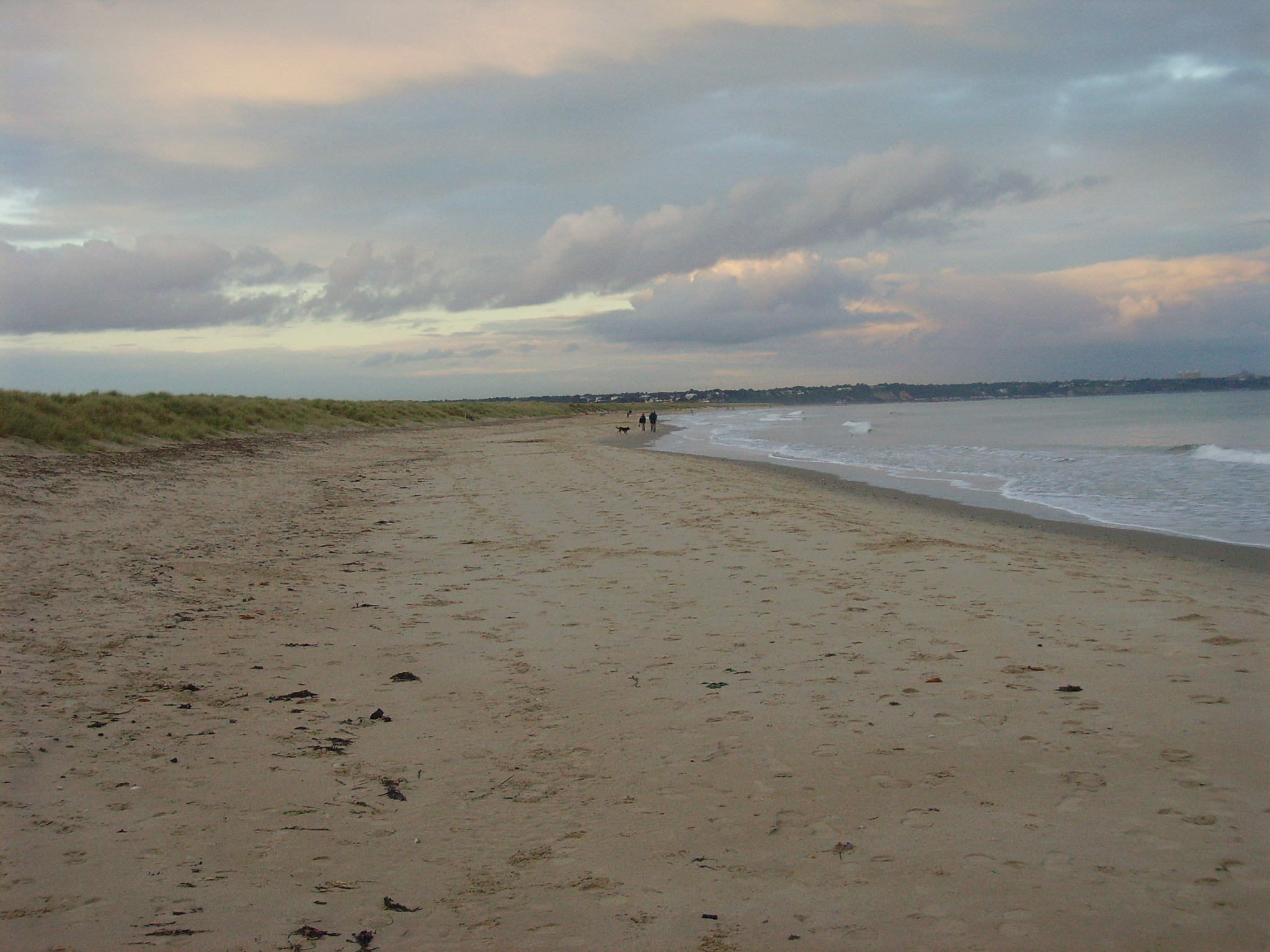
Fotografía de la bahía de Studland, donde se llevó a cabo el rodaje del video promocional.

El video promocional de «Yellow» se filmó en la bahía de Studland en el condado de Dorset, al suroeste de Inglaterra. El video es minimalista y presenta exclusivamente a Martin cantando la canción mientras camina por la playa. Usa un chubasquero negro y lleva el pelo mojado, sugiriendo que acaba de llover. Se filmó en una sola toma continua, sin cortes, y la secuencia entera utiliza cámara lenta.
Fue concebido y producido por Coldplay. Originalmente, estaba previsto que toda la banda apareciera en el video, en un paisaje soleado. Sin embargo, se había celebrado el funeral de la madre de Champion el día de la filmación, por lo que se decidió que sólo Martin aparecería. El tiempo también se opuso al plan original, con vientos fuertes y lluvia en lugar del día soleado previsto. Además, originalmente se había pensado hacer que las estrellas se movieran en el cielo, pero al final se convino que esto hubiera apartado el foco del video, que residía en Martin.
El video fue dirigido por el dúo británico James & Alex de Artists Company. Se filmó a cincuenta cuadros por segundo, el doble de la velocidad regular. Durante el rodaje, Martin tuvo que cantar la canción al doble de la velocidad original para que el aspecto visual y auditivo estuvieran sincronizados, algo difícil en los videos musicales. El producto final fue reducido a 25 cuadros por segundo, para lograr el efecto de cámara lenta. La transición de la noche al día se logró a través de telecine. Durante la transmisión de celuloide a cinta de video, un operador cambió manualmente la iluminación, dándole un tono azul al principio, rojo en el medio y amarillo al final.

## Presentaciones en directo

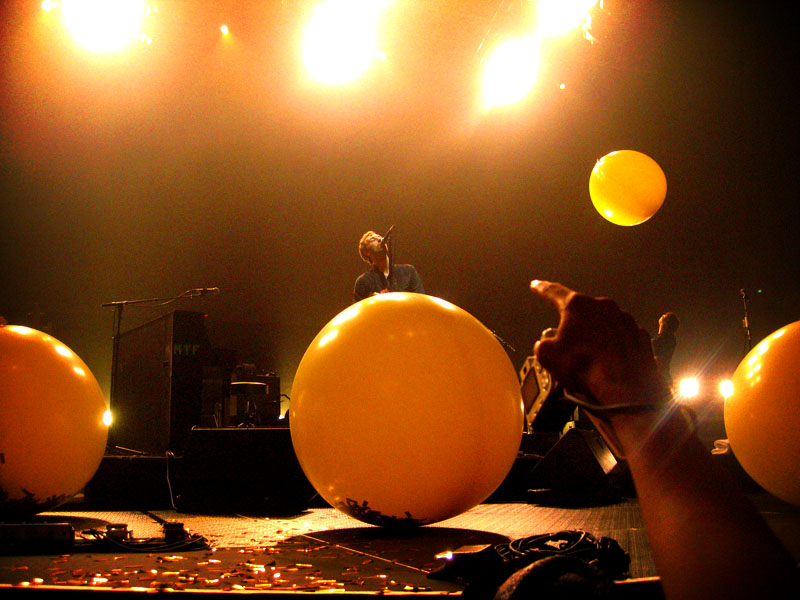
La banda interpretando la canción el 10 de julio de 2006. Martin pincha los globos amarillos con su guitarra al término de la canción para que los papelitos de colores lluevan sobre el público.

Coldplay ha interpretado la canción numerosas veces a lo largo de su carrera y se ha vuelto una de las canciones favoritas del público. Se tocó por primera vez en directo el 6 de mayo de 2000 en el programa televisivo de Jools Holland y causó mucho impacto ante el público. Durante su segunda aparición en directo en julio de 2000, Coldplay tocó la canción y atrajo a diez mil espectadores. La popularidad del grupo estaba creciendo y la canción ayudó a cultivarla; Martin afirmó que aquel había sido el mejor día de aquel año. Cuando la canción se interpreta en conciertos, se arrojan grandes globos amarillos al público. La primera vez que esta idea se llevó a cabo fue el 24 de septiembre de 2002 en Chicago y más adelante se comenzaron a rellenar estos globos con papelitos de colores. Al final de la canción, Martin los pincha con su guitarra y éstos llueven sobre el público.

## Otras versiones
Se han realizado varias versiones de «Yellow», en diferentes idiomas y estilos. Una versión en chino fue grabada por el cantante de rock Zheng Jun en 2001, seis meses después del lanzamiento original del sencillo. La cantante de Singapur Tanya Chua también realizó una versión del tema. La banda de comediantes Richard Cheese and Lounge Against the Machine crearon una versión de la canción para su álbum de 2004 I'd Like a Virgin. Además, la interpretó la Royal Philharmonic Orchestra. Los músicos estadounidenses Petra Haden y Bill Frisell realizaron una versión del tema para su álbum Petra Haden and Bill Frisell, que también aparece en el tercer episodio de la serie The O. C. En 2006, Tre Lux la interpretó para su álbum A Strange Gathering. El ganador de Fame Academy Alex Parks solía cantarla y una versión de la misma figura en su álbum debut. El grupo inglés G4 la tocó para su cuarto álbum G4 & Friends. La cantante estadounidense Brooke White realizó una versión de «Yellow» para su álbum de 2006 Songs from the Attic. Su mánager le había recomendado hacer una versión de la canción de Aerosmith de 1973 «Dream On», pero ella prefirió el tema de Coldplay. Debido a sus diferentes ideas, acabaron realizando versiones de ambos sencillos. En 2009, Jem la interpretó para el evento del día de San Valentín de Starbucks y figura en el álbum recopilatorio Sweetheart: Our Favorite Artists Sing Their Favorite Love Songs. En el año 2013 la canta-autora Alex Cartaña, realizó una versión en español acerca del tema.
La canción también fue interpretada por varios artistas en directo. El trío de bluegrass progresivo Nickel Creek la tocó en mitad de una canción en un concierto. La banda estadounidense The Almost realizó una versión de la canción en uno de sus conciertos. Además, la participante de The X Factor Diana Vickers la interpretó para el evento Best of British week.

## Impacto y legado
Brian Hiatt, de Rolling Stone la llamó «una canción para hacer carrera». Roach afirmó en su libro Coldplay: Nobody Said It Was Easy que, si bien «Shiver» fue su debut en el top 40 del Reino Unido, fue «Yellow» la canción que cambió «todo» y es un ejemplo de «lo que ha hecho a Coldplay tan popular». En Estados Unidos, tras haber sido usada en la cadena ABC, la popularidad del grupo comenzó a crecer. Según la reseña del segundo álbum de la banda, A Rush of Blood to the Head del crítico de Spin Barry Walters, todavía se conoce a Coldplay por «su sorpresiva “Yellow”». La canción se considera la principal del álbum. La Rolling Stone además la ubicó en el puesto 34 de su lista de las mejores canciones de la década de 2000 y al respecto comentó: «Coldplay enamoró a las masas con su hit “Yellow”. [...] ¿Alguna banda tenía un verso mejor en su primer sencillo que “Look at the stars/look how they shine for you” —“Mira las estrellas/Mira cómo brillan por ti”—? Así llegamos a conocer a este personaje único y soñador que es Chris Martin». La revista británica NME la posicionó en el segundo lugar de la lista de las cincuenta mejores canciones del 2000.

## Listado de canciones
| Sencillo en CD; Vinilo de 12 pulgadas |                                         |          |  |
| N.º                                   | Título                                  | Duración |  |
| 1.                                    | «Yellow»                                | 4:29     |  |
| 2.                                    | «Help Is Round The Corner»              | 2:36     |  |
| 3.                                    | «No More Keeping My Feet On The Ground» | 4:31     |  |

| Vinilo de 7 pulgadas |           |          |  |
| N.º                  | Título    | Duración |  |
| 1.                   | «Yellow»  | 4:29     |  |
| 2.                   | «Trouble» | 4:30     |  |

| Sencillo en CD Francia; Vinilo de 7 pulgadas |                            |          |  |
| N.º                                          | Título                     | Duración |  |
| 1.                                           | «Yellow»                   | 4:29     |  |
| 2.                                           | «Help Is Round The Corner» | 2:36     |  |

| CD Promocional |          |          |  |
| N.º            | Título   | Duración |  |
| 1.             | «Yellow» | 4:29     |  |

| CD Promocional Brasil |                                       |          |  |
| N.º                   | Título                                | Duración |  |
| 1.                    | «Yellow» (Album Version)              | 4:29     |  |
| 2.                    | «Yellow» (Jo Whiley Lunchtime Social) | 4:17     |  |

## Personal
- Chris Martin - guitarra acústica, voz, sintetizador
- Jonny Buckland - guitarra eléctrica, coros
- Guy Berryman - bajo
- Will Champion - batería

## Posicionamiento en listas y certificaciones
| Lista (2000–01)                     | Mejor posición |
| ----------------------------------- | -------------- |
| Australia (ARIA)                    | 5              |
| Estados Unidos (Billboard Hot 100)  | 48             |
| Estados Unidos (Modern Rock Tracks) | 6              |
| Estados Unidos (Top 40 Mainstream)  | 22             |
| Estados Unidos (Adult Top 40)       | 11             |
| Francia (SNEP)                      | 96             |
| Irlanda (IRMA)                      | 9              |
| Nueva Zelanda (Recorded Music NZ)   | 23             |
| Países Bajos (Mega Single Top 100)  | 82             |
| Polonia (Polish Music Charts)       | 14             |
| Reino Unido (UK Singles Chart)      | 4              |

| País           | Organismo certificador | Certificación    | Ref.   |
| -------------- | ---------------------- | ---------------- | ------ |
| Australia      | ARIA                   | Disco de Platino | [ 50 ] |
| Estados Unidos | RIAA                   | Disco de Oro     | [ 51 ] |